# The Fettered Woman
The Fettered Woman er en amerikansk stumfilm fra 1917 af Tom Terriss.

## Medvirkende
- Alice Joyce som Angelina Allende
- Webster Campbell som James Deane
- Donald MacBride som Jack Wolver
- Lionel Grey som Tobe
- Templar Saxe som Adolph Bink